# Eucalanus inermis
Eucalanus inermis is een eenoogkreeftjessoort uit de familie van de Eucalanidae. De wetenschappelijke naam van de soort is voor het eerst geldig gepubliceerd in 1893 door Giesbrecht.